# ألكسندر مارتينوف
ألكسندر مارتينوف (مواليد 1 يناير 1981 ) سياسي ترانسنيستيري، وهو رئيس وزراء ترانسنيستريا منذ 17 ديسمبر 2016 تحت رئاسة فاديم كراسنوسيلسكي.

## السيرة الذاتية
تم تعيين ألكسندر مارتينوف رئيسً وزراء ترانسنيستريا في 17 ديسمبر 2016. ووضع مناقشة مدفوعات المعاشات التقاعدية والمرتبات على رأس جدول أعماله، إلى جانب الرسوم الجمركية والضرائب للشركات. كما وعد بتحقيق  مجانية النقل العام. بحلول يناير 2017، أعلن عن رغبته في محاكاة النموذج الاقتصادي الروسي ودعم العلاقات الروسية.
في فبراير 2017، تمكن من التغلب على الاضطراب المالي والضغط من مولدوفا لغزو البلاد واستعادة الأرض.  في يوليو ، انتقد تحرك أوكرانيا ومولدوفا لإنشاء نقاط تفتيش مخصصة مشتركة على حدود ترانسنيستريا.  في أغسطس 2017 ، طلب من القوات الروسية عدم المرور عبر ترانسنيستريا في التدخل العسكري الروسي في أوكرانيا.
في أكتوبر 2017، أعلن عن زيادة بنسبة 11 ٪ في الإنتاج الصناعي الوطني.